# Vojtěch Adam (politik)
Vojtěch Adam (* 12. září 1950 Ivančice) je český politik, v letech 2008 až 2017 poslanec Parlamentu ČR za Jihomoravský kraj, nestraník zvolený za KSČM. V letech 2002–2014 byl starostou města Ivančice.

## Vzdělání, profese a rodina
V letech 1969–1975 studoval Lékařskou fakultu Univerzity Jana Evangelisty Purkyně v Brně. Do roku 1976 sloužil jako sekundární lékař na chirurgii nemocnice v Ivančicích. V roce 1979 absolvoval I. atestaci v chirurgii. Mezi lety 1980–1981 pracoval jako ambulantní chirurg na poliklinice v Židlochovicích. V letech 1981–1986 vedl jako vedoucí lékař poliklinické oddělení klinické onkologie. V roce 1984 vykonal II. atestaci v chirurgii. V letech 1987–1990 vykonával funkci ředitele Nemocnice s poliklinikou v Ivančicích, kde byl po změně režimu zaměstnán až do roku 2002 na chirurgickém oddělení. S manželkou vychoval syna (Petra Adama) a dceru.

## Politická kariéra
V letech 1990–1998 a od roku 2002 opět působí jako zastupitel města Ivančice a zároveň se v roce 2002 stal starostou města, kterým byl do roku 2014.
V komunálních volbách roku 1994 byl zvolen do zastupitelstva města Ivančice, jako nestraník za ČSSD, a v komunálních volbách 2002, 2006, 2010 a 2014 jako bezpartijní za KSČM. Profesně se k roku 2002 uvádí jako lékař, následně coby starosta.
V krajských volbách 2004 byl zvolen do Zastupitelstva Jihomoravského kraje jako nestraník za KSČM. Mandát krajského zastupitele obhájil v letech 2008 a 2012. V zastupitelstvu Jihomoravského kraje byl členem Výboru pro regionální rozvoj a Výboru pro meziregionální vztahy. Ve volbách roku 2016 již nekandidoval.
Ve volbách v roce 2006 kandidoval do poslanecké sněmovny coby bezpartijní za KSČM (volební obvod Jihomoravský kraj). Zvolen nebyl, ale do sněmovny usedl dodatečně 25. října 2008, kdy nahradil Martu Bayerovou, kterou občané zvolili do Senátu. Byl členem sněmovního výboru pro veřejnou správu a regionální rozvoj. Svoji pozici obhájil i ve volbách roku 2010. Byl členem výboru pro zdravotnictví.
V senátních volbách 2010 kandidoval do horní komory parlamentu za obvod č. 55 – Brno-město coby nestraník za KSČM. V prvním kole skončil s 17,10 % hlasů na nepostupovém třetím místě za Janem Žaloudíkem a dosavadním senátorem Tomášem Julínkem.
Ze své pozice poslance parlamentu se na podzim 2011 pokusil oživit praxi tzv. porcování medvěda, když navrhl přidělit dotaci dvaceti milionů korun pořadateli Velké ceny motocyklů v Brně, společnosti Automotodrom a.s.
Ve volbách do Poslanecké sněmovny v roce 2013 obhájil mandát v Jihomoravském kraji jako lídr KSČM. Do sněmovny byl z prvního místa jihomoravské kandidátky hnutí Úsvit přímé demokracie zvolen také jeho syn Petr Adam. V následujících volbách již nekandidoval.